# Nationella arbetsförbundet
Nationella arbetsförbundet var en liten tyskvänlig organisation i Stockholm som år 1934 slogs samman med Sveriges nationella förbund.